# Kamenný most (Spišský Hrhov)
Kamenný most ve Spišském Hrhově je barokní most z roku 1670, [pozn. 1] který se nachází ve Spišském Hrhově na staré cestě vedoucí z Levoče do Spišského Podhradí.

## Popis
Jedná se o čtyřobloukový most, dlouhý 35 metrů [pozn. 2] a široký 10 metrů. Most přes potok Lodina o stejném rozpětí segmentových oblouků je postaven z lomového kamene a pískovce, pilíře mostu jsou silné 2 metry a na návodní straně jsou doplněny klínovými ledolamy. Most byl v minulosti několikrát rekonstruován. V roce 1973 byl most prohlášen za národní kulturní památku Slovenské republiky jako typ technické památky. Most byl přestavěn v letech 1803 až 1808. Most dodnes slouží jako silniční objekt, který splňuje dnešní statické požadavky a je ve výborném technickém stavu.

## Galerie

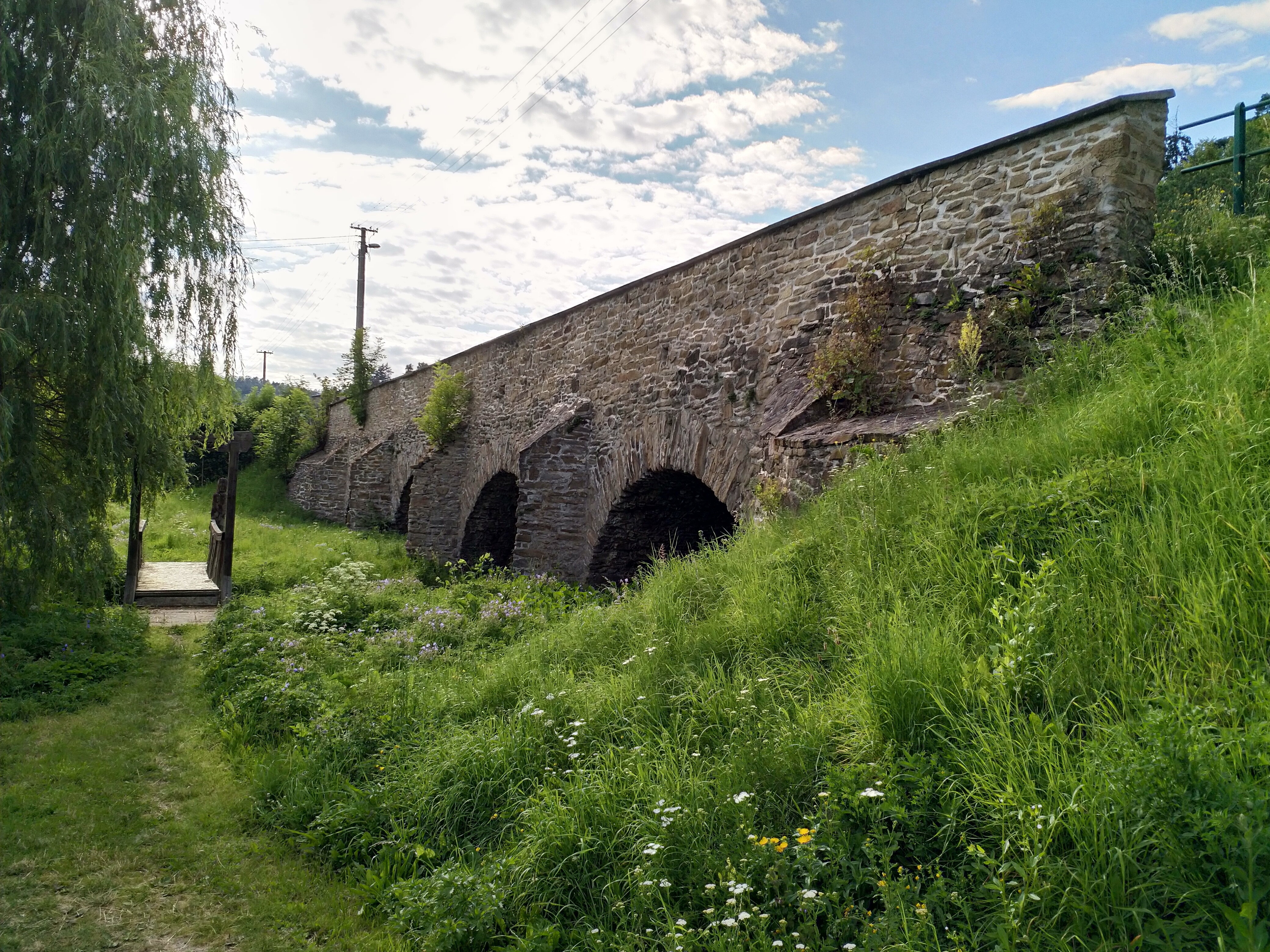
Pohled na most směrem k Spišskému Hrhovu
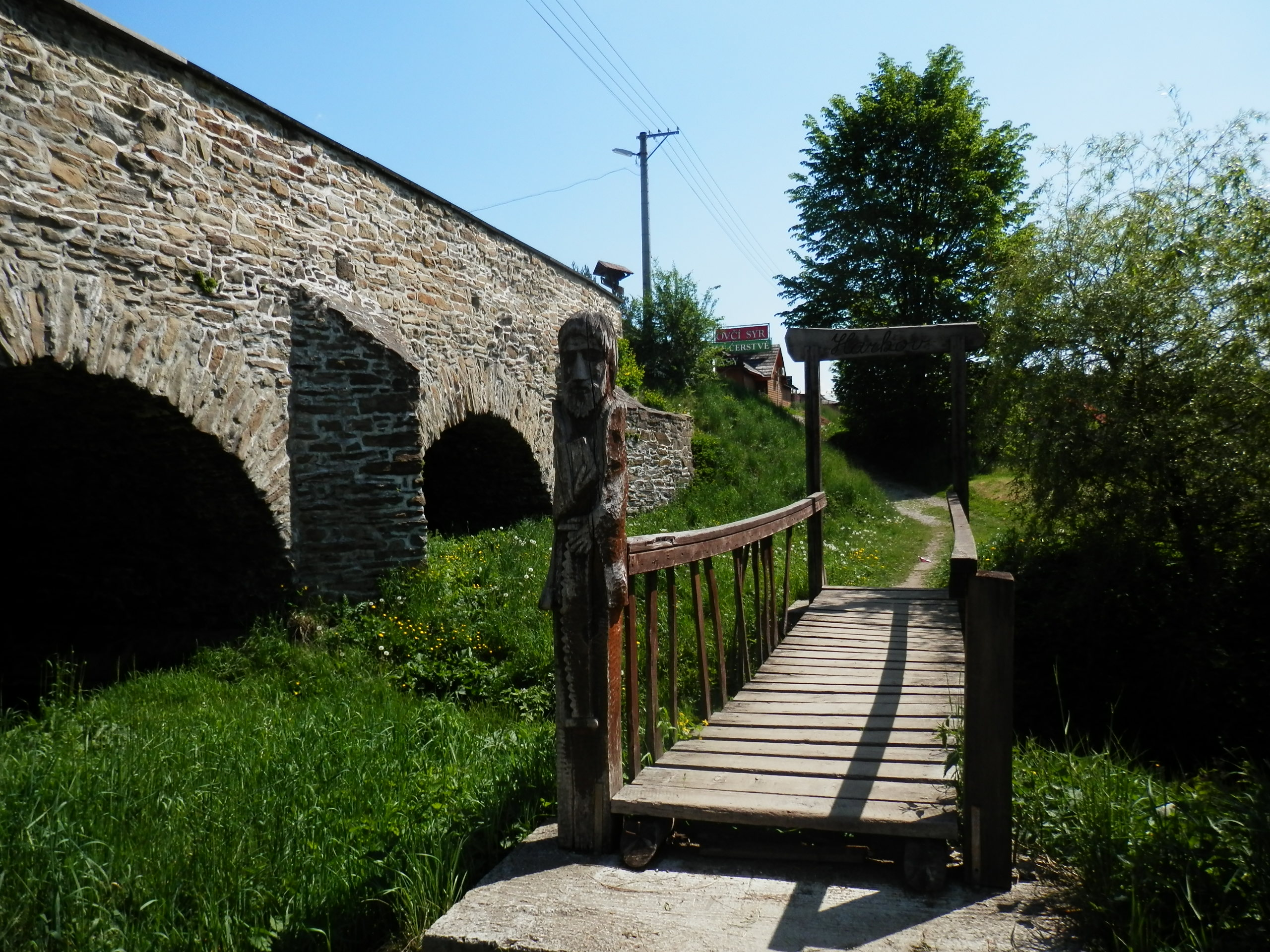
Dřevěný můstek pro chodce v korytě potoka Lodina vedle kamenného mostu
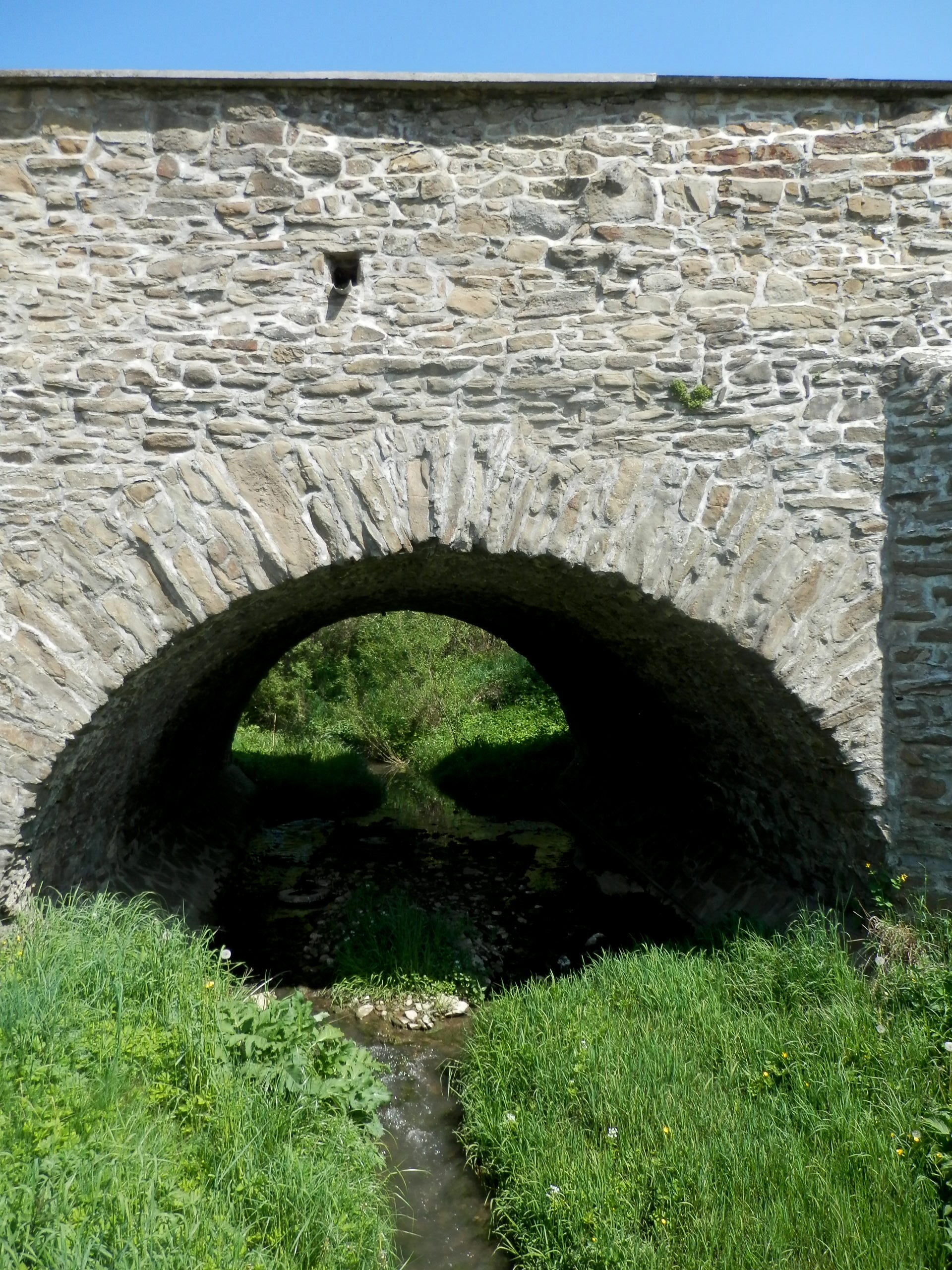
Klenbové pole